# Olimpiada Innowacji Technicznych i Wynalazczości
Olimpiada Innowacji Technicznych i Wynalazczości – interdyscyplinarna olimpiada szkolna sprawdzająca kompetencje uczniów z zakresu innowacji i techniki, organizowana przez Polski Związek Stowarzyszeń Wynalazców i Racjonalizatorów. Adresatami Olimpiady są uczniowie polskich szkół ponadgimnazjalnych, zainteresowani jej tematyką. Funkcjonuje w oparciu o rozporządzenie Ministra Edukacji Narodowej i Sportu z dnia 29 stycznia 2002 r. w sprawie organizacji oraz sposobu przeprowadzania konkursów, turniejów i olimpiad. Olimpiada jest finansowana przez Ministerstwo Edukacji Narodowej, na podstawie wyników otwartego konkursu ofert. 

## Cele
Celem olimpiady jest zainteresowanie młodzieży tematyką innowacyjności, ze szczególnym naciskiem na nabycie praktycznych umiejętności związanych z dokonywaniem i zgłaszaniem projektów wynalazczych, aktywizacją twórczego myślenia, edukacją o charakterze badawczym, usprawniającym, konstrukcyjnym bądź technologicznym pod kierunkiem opiekuna naukowego. Efektem takich działań jest zachęcenie uczestników olimpiady do podejmowania samodzielnych działań o charakterze proinnowacyjnym, jak również poszerzenie ich wiedzy. Ze względu na interdyscyplinarny charakter olimpiady należy podkreślić, że opracowywanie innowacyjnych projektów wiąże się z rozwojem i utrwaleniem wiedzy uczestnika na wielu płaszczyznach wykraczających ponad podstawę programową nauczania w szkole. Uczestnictwo w olimpiadzie wymaga od ucznia znajomości m.in. takich zagadnień jak: fizyka, chemia, prawo, historia, informatyka, elektronika, budownictwo, mechanika, automatyka, medycyna, ekonomia, geodezja i ochrona środowiska.

## Etapy
Olimpiada zorganizowana jest jako trójstopniowe zawody o zasięgu ogólnopolskim:
- zawody I stopnia (etap szkolny – przeprowadzany przez komitety szkolne)
- zawody II stopnia (etap okręgowy – przeprowadzany przez komitety okręgowe)
- zawody III stopnia (etap ogólnopolski – przeprowadzany przez Komitet Główny)